# Rhipidia (Rhipidia) ctenophora
Rhipidia (Rhipidia) ctenophora is een tweevleugelige uit de familie steltmuggen (Limoniidae). De soort komt voor in het Palearctisch gebied.